# Pseudoleptodeira
Pseudoleptodeira este un gen de șerpi din familia Colubridae.

Cladograma conform Catalogue of Life:
| Pseudoleptodeira | \| \| Pseudoleptodeira latifasciata \| \| \| \| \| \| Pseudoleptodeira uribei \| \| \| \| |
|                  | \| \| Pseudoleptodeira latifasciata \| \| \| \| \| \| Pseudoleptodeira uribei \| \| \| \| |
|                  | Pseudoleptodeira latifasciata                                                             |
|                  |                                                                                           |
|                  | Pseudoleptodeira uribei                                                                   |
|                  |                                                                                           |